# Agave parvidentata
Agave parvidentata är en sparrisväxtart som beskrevs av William Trelease. Agave parvidentata ingår i släktet Agave och familjen sparrisväxter. Inga underarter finns listade i Catalogue of Life.